# Jan Frederik Veldkamp
Jan Frederik Veldkamp, född 31 mars 1941 i Amsterdam, Nederländerna, död 12 november 2017, var en nederländsk botaniker och agrostolog.
Auktorsnamnet Veldkamp kan användas för Jan Frederik Veldkamp i samband med ett vetenskapligt namn inom botaniken; se Wikipediaartiklar som länkar till auktorsnamnet.